# Demonax breviapicalis
Demonax breviapicalis är en skalbaggsart som beskrevs av Maurice Pic 1920. Demonax breviapicalis ingår i släktet Demonax och familjen långhorningar.
Artens utbredningsområde är Taiwan. Inga underarter finns listade i Catalogue of Life.